# Église Saint-François d'Assise de Serrigny-en-Bresse
L'église Saint-François d'Assise de Serrigny-en-Bresse est une église située sur le territoire de la commune de Serrigny-en-Bresse, dans le département français de Saône-et-Loire et la région Bourgogne-Franche-Comté.

## Historique
L'église connut un gros chantier en 1867 et 1868, avec la construction d’une abside polygonale et la rénovation totale de l’édifice.

## Architecture
L’église, de style néo-gothique, se compose d’une nef unique de quatre travées (voûtée d’ogives sur consoles) et d’un chœur à cinq pans, également voûté d’ogives. 
Deux chapelles latérales s’ouvrent en haut de la nef, au nord et au sud.

## Mobilier
L’église a conservé ses stalles de chœur en bois et sa grille de communion en fer forgé.

## Culte
L'église de Serrigny-en-Bresse, sous le vocable de saint François d'Assise, est un lieu de culte catholique.
Édifice consacré du diocèse d'Autun, elle relève de la paroisse de la Sainte-Trinité en Bresse (siège à Saint-Germain-du-Bois), qui en est affectataire au titre de la loi de 1905.